# 72912 Fobarsti
72912 Fobarsti è un asteroide della fascia principale. Scoperto nel 2001, presenta un'orbita caratterizzata da un semiasse maggiore pari a 2,660877 UA e da un'eccentricità di 0,167849, inclinata di 13,310280° rispetto all'eclittica.
Il nome dell'asteroide è la combinazione tra Robert E. Foster, James C. Barnes e Thomas M. Stidham, direttori della banda musicale dell'Università del Kansas, ai tempi in cui la frequentava lo scopritore.